# Schloss Wolzogen
Das Schloss Wolzogen befindet sich im Ortsteil Mühlfeld der Stadt Mellrichstadt im Landkreis Rhön-Grabfeld im Norden von Bayern.

## Lage
Das Schloss liegt am südöstlichen Rand des Dorfes Mühlfeld. Es dient heute als Ausstellungsort und Museum der Gemeinde Mellrichstadt.

## Geschichte

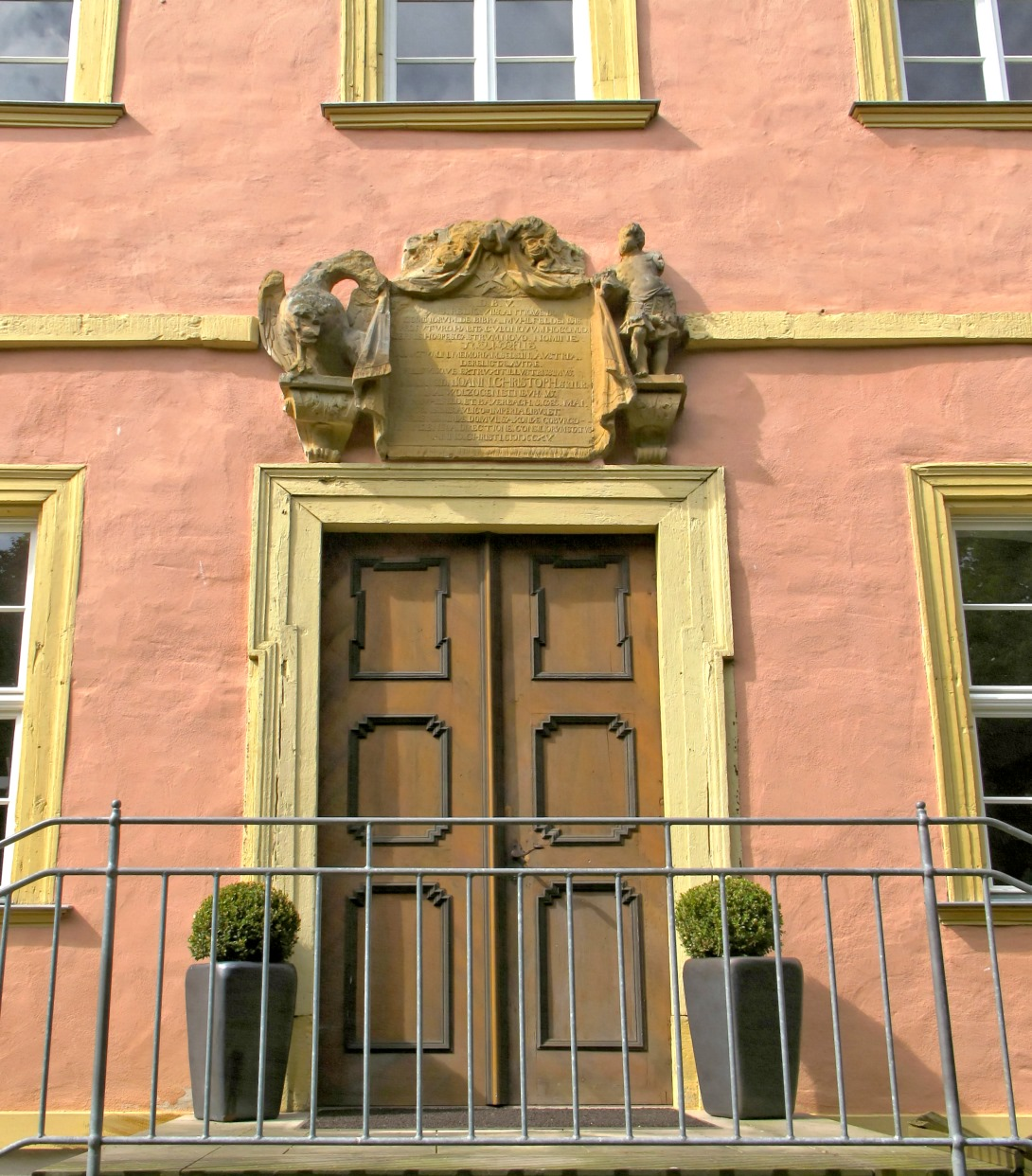
Eingangsportal mit Inschriftenkartusche

Der Vorgängerbau wird als Festes Haus beschrieben, 1340 urkundlich und wurde 1525 im Deutschen Bauernkrieg zerstört. Der Ort Mühlfeld gehörte früher denen von Bibra, die dort auch eine Landwirtschaft unterhielten. Das barocke Schloss wurde im Jahre 1715 für den protestantischen Johann Christoph II. von Wolzogen erbaut. In der Inschriftenkartusche über dem Eingang erinnert die lateinische Inschrift an die Vertreibung der Wolzogens 1628 aus Österreich durch den katholischen Kaiser Ferdinand II.
1786 ging der Besitz an die Freiherren von Seefried über. Dem Schlossbrand von 1818 fiel der Turm des älteren Vorgängerbaus zum Opfer und das Schloss verfiel zusehends. 1866 geht das Schloss erstmals in bürgerlichen Besitz über. In der Mitte des 20. Jahrhunderts erwarb die Familie Schmidt das Schloss. 1988 kaufte die Gemeinde Mellrichstadt das Schloss und renovierte das Anwesen umfassend, dabei konnten auch die Wandmalereien im Schloss erhalten werden. Im Jahre 2000 konnte das Schloss erneut eingeweiht werden. Dabei wurde das Schloss zum Museum und Ausstellungsort umgewandelt.

## Architektur
Der Nordwest auf Südost ausgerichtete Schlossbau ist heute ein achsensymmetrischer zweigeschossiger Massivbau auf erhöhtem Sockel auf 13 zu 4 Achsen und einem Walmdach. Das Dach hat 18 Fledermausgauben, die in jeweils sechs Gruppen dreiecksförmig zueinander ausgerichtet sind. Auf den beiden Längsseiten befinden sich mittig je ein dreiachsiges Zwerchdach mit Satteldach. Über dem Eingang mit doppelseitiger Freitreppe befindet sich die, wohl von 1728, gerahmte Wolzogen-Inschrift aus Sandstein begleitet von einer Figur und einem Greif. Die Ecken des Schlossbaus sind gequadert, ein Sockelfries trennt Erdgeschoss vom Obergeschoss. Reste der Schlossmauern sind erhalten.

## Museum

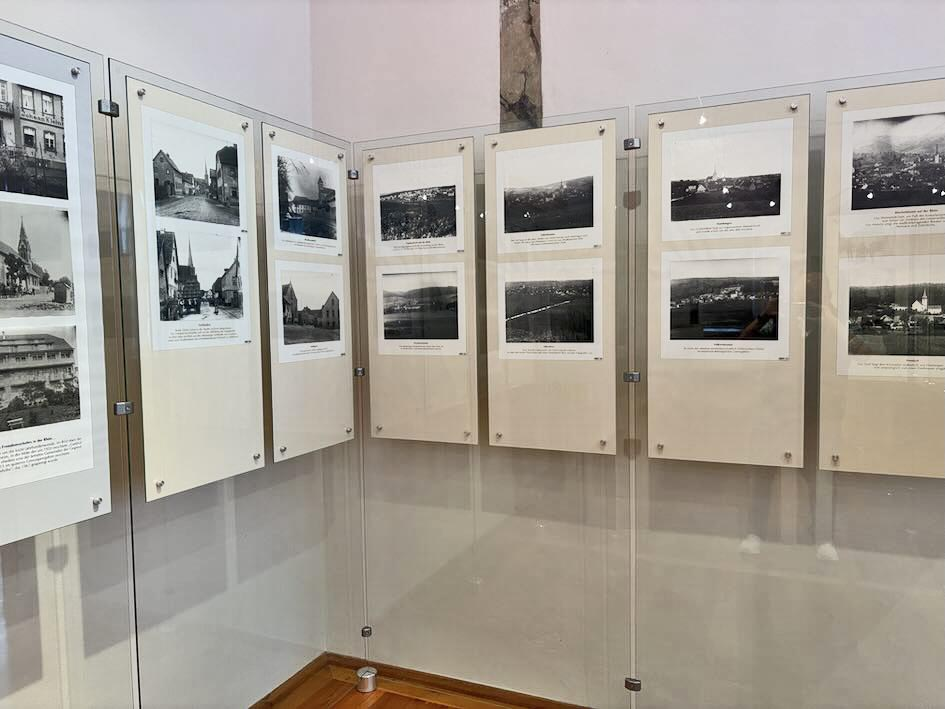
Teile der Tretter-Ausstellung

Als Dauerausstellung befindet sich im Erdgeschoss die Porzellansammlung der Familie Reich (eine Sammlung vor allem zur ältesten Thüringer Porzellanmanufaktur in Volkstedt) und die Bilderausstellung „Alt Mellrichstadt“ des in Mellrichstadt lebenden Künstlers Peter Klier, der auch der Rhöner Spitzweg genannt wird. Im Obergeschoss ist heute das Fotoarchiv des Fotografen Anton Tretter und ein kleiner Konzertsaal, in dem Lesungen und Konzerte moderner und klassischer Art stattfinden. Das Museum hat von März bis Ende November jeden ersten und dritten Sonntag, oder nach telefonischer Vereinbarung, geöffnet.